# Kochfeld

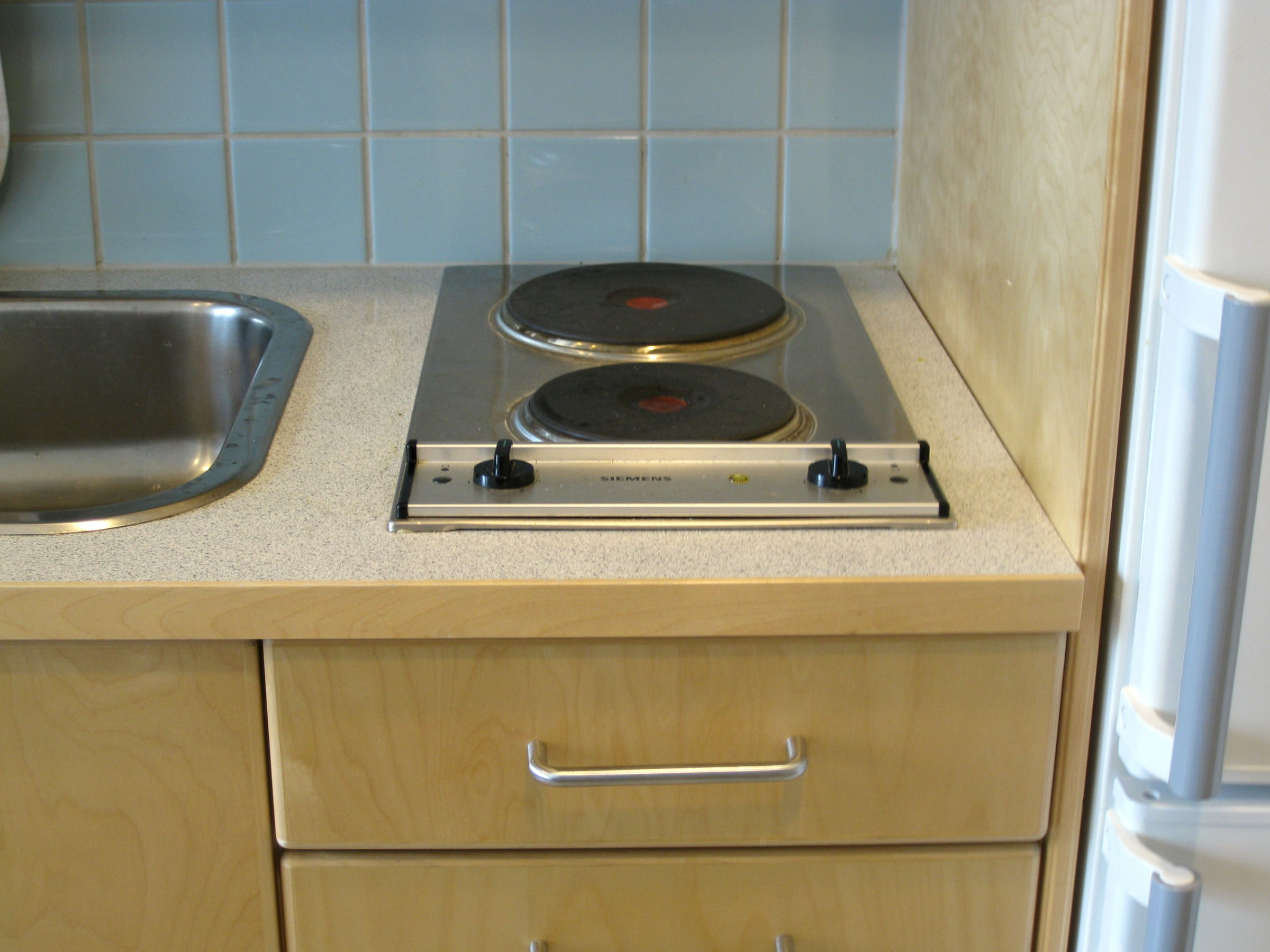
Gusseisen-Elektrokochstelle (Massekochfeld) mit zwei Kochplatten

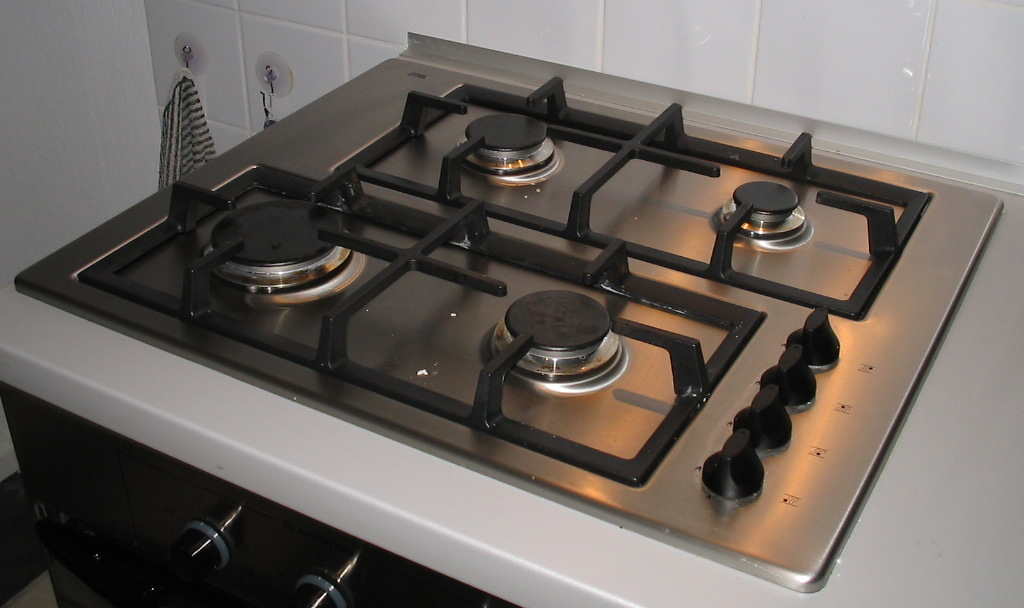
Gaskochfeld

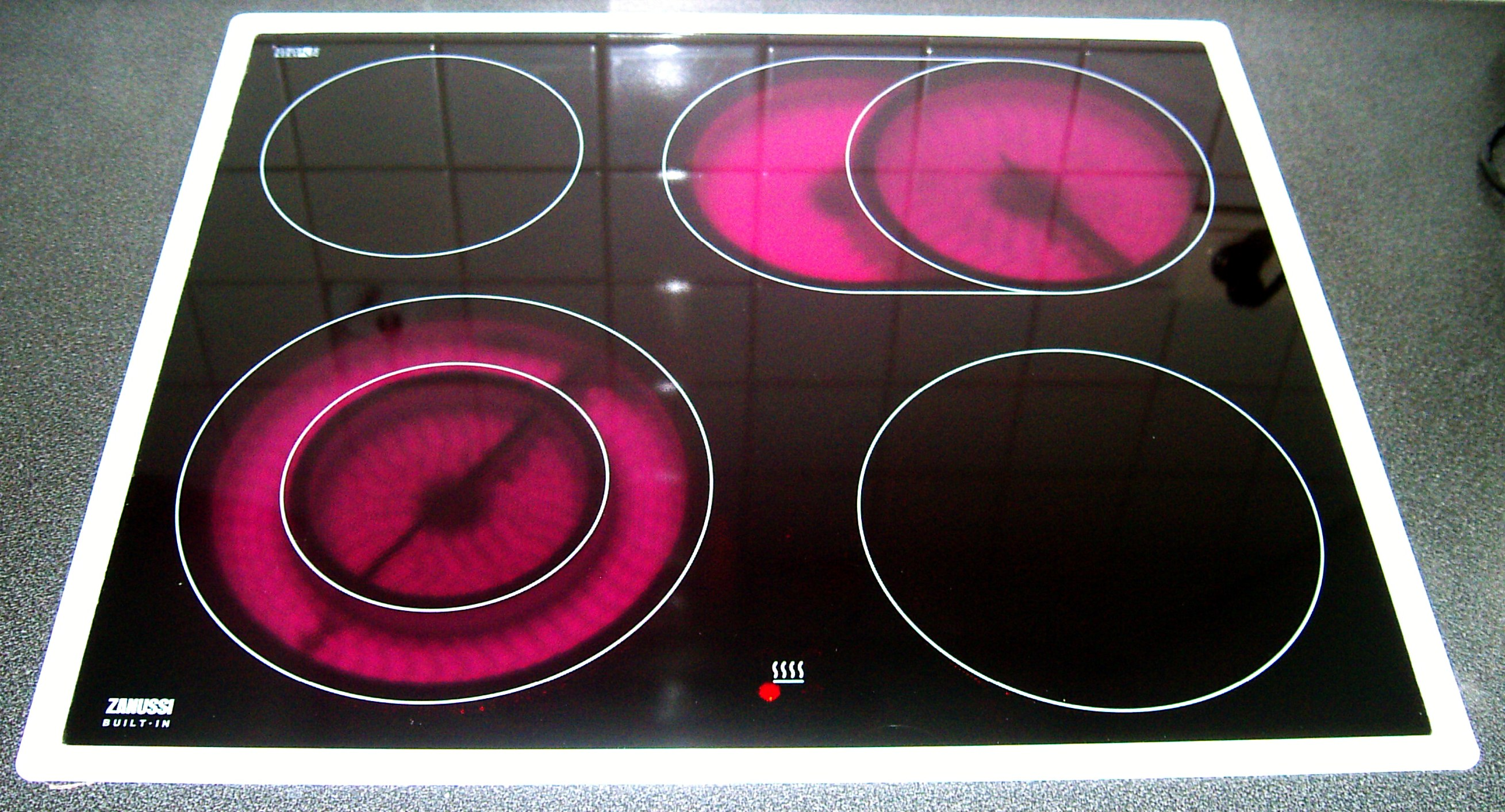
Glaskeramik-Elektrokochfeld

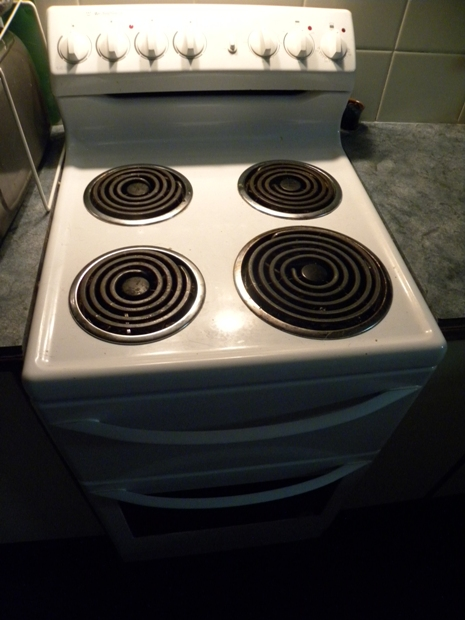
Elektrokochfeld mit selbsttragenden Heizspiralen

Ein Kochfeld ist ein Wärme erzeugendes Küchengerät zum Erhitzen von Lebensmitteln (Nahrungsmittel und Getränke) in Kochgeschirr (Töpfe, Pfannen, u. ä.). 
Kochfelder sind in Mitteleuropa heute meist in vier Kochzonen unterteilt. Diese werden je nach Kochfeld-Ausführung verschieden bezeichnet: Elektrokochfelder können z. B. mit Kochplatten oder Heizspiralen ausgestattet sein. Kochfelder mit solchen Kochzonen werden – insbesondere jene mit Heizspiralen – von technisch höher entwickelten Glaskeramik- und Induktionskochfeldern überholt. Diese modernen Geräte haben keine spezifische Bezeichnung für ihre Unterteilung: man spricht von Kochzonen oder Kochfeldern (des Glaskeramik- oder Induktionskochfeldes).
Ein Kochfeld als Kombinationsgerät mit Backofen wird Herd bzw. Elektroherd genannt. Sind Kochfeld und Backofen zwei autark betriebene Einbaugeräte, spricht man von (autarken) Einbau-Kochfeldern bzw. -Backöfen, wobei manche Hersteller solche Kochfelder auch als Kochstelle bezeichnen. Kochfelder mit autarkem Bedienelement ohne Backofen werden als Rechaud oder Einbauschaltkasten bezeichnet. 
Autarke Einbau-Backofen sind meist in einen Oberschrank oberhalb der Küchenplatte eingebaut. Dies ist insbesondere bei größeren Einbauküchen der Fall. Dem Vorteil der besseren Ergonomie steht der Nachteil gegenüber, dass zwei getrennte elektrische Anschlüsse, u. U. an gegenüberliegenden Wänden, hergestellt werden müssen.
Glaskeramik-Kochfelder (auch Ceran-Kochfelder) haben eine durchgehende Oberfläche, auf der mehrere (meist vier) Kochzonen markiert sind. Sie unterscheiden sich in der Regel in Größe und Heizleistung, damit verschiedene Topfgrößen ohne großen Energieverlust erwärmt werden können. Oft haben solche Kochfelder auch eine Funktion zum bloßen Warmhalten fertiggekochter Speisen.
Neben den für Festeinbau bestimmten Kochfeldern gibt es auch einzelne Massekochplatten, die transportabel sind und an die Steckdose angeschlossen werden können, Zweiplattenkocher sind ähnlich konstruiert und ebenfalls transportabel. 

## Bauarten und Wirkprinzipien

### Heizwendeln
Heizwendeln wandeln elektrische Energie in Wärmeenergie um, die dann dem Kochgeschirr zugeführt wird. Heizwendeln bestehen bei Sauerstoffeinwirkung aus einer hitzebeständigen Legierung (Kanthal oder Eisen-Nickel).
In historischen Modellen wurde die Wärme mit offenen, spiralig in Rillen eines Keramikkörpers liegenden Heizwendeln erzeugt. Solche Kochstellen haben eine kurze Reaktionszeit, jedoch keinerlei Berührungsschutz; beim Verkanten eines Topfes oder durch überkochende Speisen kann das Kochgeschirr plötzlich unter Strom stehen. 
Später baute man die Heizwendeln in selbsttragende, abgeflachte Metallrohre ein, in den 1920er Jahren setzten sich die heute noch verwendeten Platten aus Gusseisen durch. In der Notzeit nach dem Zweiten Weltkrieg kehrte man aus Materialmangel vorübergehend wieder zur Bauweise mit offenliegenden Heizdrähten zurück, diese Geräte wurden wegen ihrer gefährlichen Konstruktion treffend Witwentöter genannt.
Die in Europa heute üblichen Scheiben aus Gusseisen (Kochplatten, auch Massekochfeld genannt) haben darunter in Rillen einzementierte Heizwendeln. In einigen Ländern wie den USA und Kanada sind in spiralförmigen Stahlrohren isoliert verlegte Heizspiralen nach wie vor üblich. 
Massekochplatten haben in der Mitte häufig eine Vertiefung, damit sich das Zentrum der Platte bei thermischer Ausdehnung beim Kochen nicht über den Rand anhebt. Dies hätte ein Wackeln des aufgestellten Topfes und damit eine schlechtere Wärmeübertragung zur Folge.
Massekochplatten werden üblicherweise mit einer Siebentaktschaltung (Stufenschalter) oder mit einem Energieregler mit Thermoschalter betrieben. Bei Automatikkochplatten messen sogenannte Kapillarrohrregler die Temperatur des Topfbodens in der Mitte.
Halogenkochfelder besitzen spezielle Halogenglühlampen zur Erzeugung von Wärmestrahlung, die gegen den Topfboden gerichtet ist. Die Glaskeramik-Platte wird durchstrahlt.
Glaskeramik-Kochfelder können mit Heizwendeln oder mit Induktion (siehe unten) arbeiten. Bei Verwendung von Heizwendeln nutzen sie wie historische offene Kochfelder eine in Rillen eines Keramikörpers liegende Heizwendel, besitzen jedoch darüber eine Glaskeramik-Platte. Die Wärmestrahlung gelangt aufgrund der Infrarot-Transparenz der Glaskeramik teilweise zum Topfboden. Eiserne Teile zum Schutz und als Auflage entfallen ganz. Daher ist der Wärmeübergang schnell und direkter als bei den vorgenannten Bauformen.
Die Regelung erfolgt ebenfalls über sogenannte Energieregler, die direkt am Einstellknopf einen Bimetallschalter haben und so die Wärmeabgabe der Platte nachbilden. Auch ein unter der Platte liegender Stab in einem Quarzglasrohr ist als Antriebselement eines Thermoschalters gebräuchlich.

### Gas
Gasbeheizte Kochfelder bestehen aus gusseisernen Topfträgern und Brennern auf einem Edelstahl- oder einem emaillierten Blech. Gaskochfelder mit einer Glaskeramik-Oberfläche sind selten. Die Leistungssteuerung erfolgt mittels eines Gas-Stellventiles. Das Gas (Erdgas aus dem Stadtgasnetz, Propan/Butan-Gemisch aus Flaschen, Biogas) erhitzt den Topf mittels Konvektion. Da aus Gas erzeugte Wärme oft wesentlich billiger als Elektrowärme ist, sind die Kosten trotz Wärmeverlust gering. Hinzu kommen zahlreiche Vorteile, die vor allem in der Gastronomie geschätzt werden.

### Induktion
Induktionskochfelder erzeugen Wärme durch Induktion direkt im Topfboden. Das Kochfeld wird nur schwach erwärmt. Die Wärmeleistung ist ebenso flink regelbar wie bei Gaskochfeldern. Der Stromverbrauch ist meist geringer als bei anderen elektrischen Heizmethoden, weil weniger Energie für das Erwärmen der Kochplatte aufgewendet wird. Die Trennplatte zwischen der Induktionsspule und dem Topf besteht meist aus Glaskeramik. Die Leistungssteuerung erfolgt durch Ein- und Ausschalten (Pulsweitensteuerung).